# Cyrtonus majoricensis
Cyrtonus majoricensis é uma espécie de artrópode pertencente à família Chrysomelidae.